# AAT 52
AAT 52 (franska: Arme Automatique Transformable Modèle 1952) är en kulspruta tillverkad av franska Manufacture d'armes de Saint-Étienne (MAS). Det var den första inhemska vapnet som började produceras efter andra världskriget.

## Konstruktion
AAT 52 har ett halvreglat slutstycke där rekylkraften får verka på en hävarm som skjuter tillbaka slutstycket bakre del och därmed även låser upp den främre delen som drar ut hylsan. Det ger en mekanism som väger lite och som är enkel att tillverka. Nackdelen är att patronhylsan börjar dras ut redan i ett tidigt skede medan gastrycket fortfarande är högt.
AAT 52 är ett luftkylt vapen med utbytbar pipa. Piporna finns i två varianter; ”Lätt” för användning som lätt kulspruta och ”Tung” för ihållande eldgivning. Pipbyte är enkelt när vapnet är monterat på en tripod, men när det används som lätt kulspruta är bipoden monterad på pipan vilket gör pipbytet svårare.

## Utveckling
AAT 52 konstruerades ursprungligen för den franska kalibern 7,5 × 54 mm som tidigare använts i den äldre kulsprutan FM 24/29 samt gevären MAS-36 och MAS-49. När 7,62 × 51 mm NATO antogs som standardkaliber inom NATO i slutet av 1950-talet valde Frankrikes försvarsmakt att anpassa AAT 52 till den kalibern. Resultatet fick namnet NF-1.
| NF-1 monterad som ytterkulspruta på ett stridsvagnstorn. Patronlådan kan vikas in när den inte används för att ta mindre plats. |  | NF-1 monterad som ytterkulspruta på ett stridsvagnstorn. Patronlådan kan vikas in när den inte används för att ta mindre plats. |
| NF-1 monterad som ytterkulspruta på ett stridsvagnstorn. Patronlådan kan vikas in när den inte används för att ta mindre plats. |  | |